# یوهان لودویگ هایبرگ
یوهان لودویگ هایبرگ،(به انگلیسی:Johan Ludvig Heiberg) متولد ۱۴ دسامبر ۱۷۹۱ میلادی در کپنهاگ، متوفی در تاریخ ۲۵ اوت۱۸۶۰(۶۸ سال) در کپنهاگ، یک نویسندهٔ دانمارکی بود.

## آغاز فعالیت ادبی و هنری
پدر و مادر یوهان لودویگ هایبرگ، آقای پیتر  آندریاس هایبرگ و خانم توماسین گیلمبورگ، هر دو نویسندگان سرشناسی بودند.
 یوهان لودویگ هایبرگ، در بزرگ‌سالی ۳ سال نزد پدرش که از دانمارک اخراج شده و در پاریس زندگی می‌کرد، به سر برد و سپس در سال ۱۸۲۲ به عنوان مدرس زبان دانمارکی و استادیار، در دانشگاه کیل در آلمان استخدام شد.
 در این ارتباط او با فلسفه  هگل از نزدیک آشنا شد و به زودی به صورت اولین معرف و مبلغ فلسفه هگل در دانمارک درآمد.

### بازگشت به کپنهاگ
یوهان لودویگ هایبرگ، در سال ۱۸۲۵ میلادی، به کپنهاگ بازگشت و در همان سال اولین نمایش موزیکال وودویل وی به نام (سلیمان پادشاه و یورگن کلاه‌دوز) روی صحنه برده شد. این اثر بلافاصله با آثار موفق دیگری از وی دنبال شد.

## ازدواج و ریاست تئاتر سلطنتی
یوهان لودویگ هایبرگ، در سال ۱۸۳۱ با زنی هنرمند و بازیگر تئاتر به نام 
(یوهانه لوئیز هایبرگ) ازدواج کرد. در سال ۱۸۴۹ میلادی، یوهان لودویگ هایبرگ، به ریاست تئاتر سلطنتی دانمارک برگزیده شد.
 در این مقام وی بعضی از اولین آثار دورهٔ جوانی هنریک ایبسن و بیورنستیرنه بیورنسون که بعدها به شهرت رسیدند را رد کرده‌است.
یوهان لودویگ هایبرگ، آخرین سالهای زندگی خود را عمدتاً صرف مطالعهٔ رشته‌های مورد علاقه خود، یعنی ریاضی و نجوم کرد.